# تاكاهيرو شيرايشي
تاكاهيرو شيرايشي (باليابانية: 白石隆浩، شيرايشي تاكاهيرو؛ 9 أكتوبر 1990 - 27 يونيو 2025) كان قاتلًا متسلسلًا ومغتصبًا يابانيًا. عُرف أيضًا باسم "قاتل تويتر"، وهو الاسم الذي وُصف به في معظم التقارير الإعلامية وقت صدور الحكم عليه. في زاما، اليابان، بين أغسطس وأكتوبر 2017، قتل تسعة أشخاص، ثمانية منهم فتيات صغيرات، من بينهن ثلاث طالبات في المدرسة الثانوية.

## الخلفية
عمل شيرايشي كشافًا يجذب النساء إلى بيوت الدعارة للعمل في تجارة الجنس في كابوكيتشو، أكبر أحياء طوكيو للدعارة. حذّر السكان المحليون منه، واصفين إياه بـ"الكشاف المخيف". انتقل شيرايشي إلى شقة في زاما، كاناغاوا ، في أغسطس/آب 2017.
على منصة التواصل الاجتماعي تويتر ، دعا شيرايشي الأشخاص الذين يفكرون في الانتحار إلى منزله، حيث عرض عليهم إما مساعدتهم على الموت أو مشاهدتهم وهم يقتلون أنفسهم. أشار أحد الأصدقاء إلى أن شيرايشي لعب ألعاب الاختناق مع أصدقاء المدرسة، وأشارت علامات ضحاياه اللاحقين إلى أنهم تعرضوا للخنق.

## المحاكمة والاعدام
في 1 أكتوبر 2020، أقر شيرايشي بالذنب في تسع جرائم قتل.  وفي 15 ديسمبر 2020، حُكم عليه بالإعدام.  وأشار إلى أنه لن يستأنف الحكم الصادر بحقه. تم الانتهاء من حكم الإعدام الصادر بحق شيرايشي في يناير 2021، وتم إعدامه شنقًا في 27 يونيو 2025. 